# Rivière Témiscamie
Rivière Témiscamie är ett vattendrag i Kanada.   Det ligger i provinsen Québec, i den östra delen av landet, 600 km norr om huvudstaden Ottawa.
Trakten runt Rivière Témiscamie är nära nog obefolkad, med mindre än två invånare per kvadratkilometer.